# Thamniopsis stenodictyon
Thamniopsis stenodictyon là một loài rêu trong họ Pilotrichaceae. Loài này được (Sehnem) Oliveira-e-Silva & O. Yano mô tả khoa học đầu tiên năm 1998.